# اعلامیه‌های خطر جی‌اچ‌اس

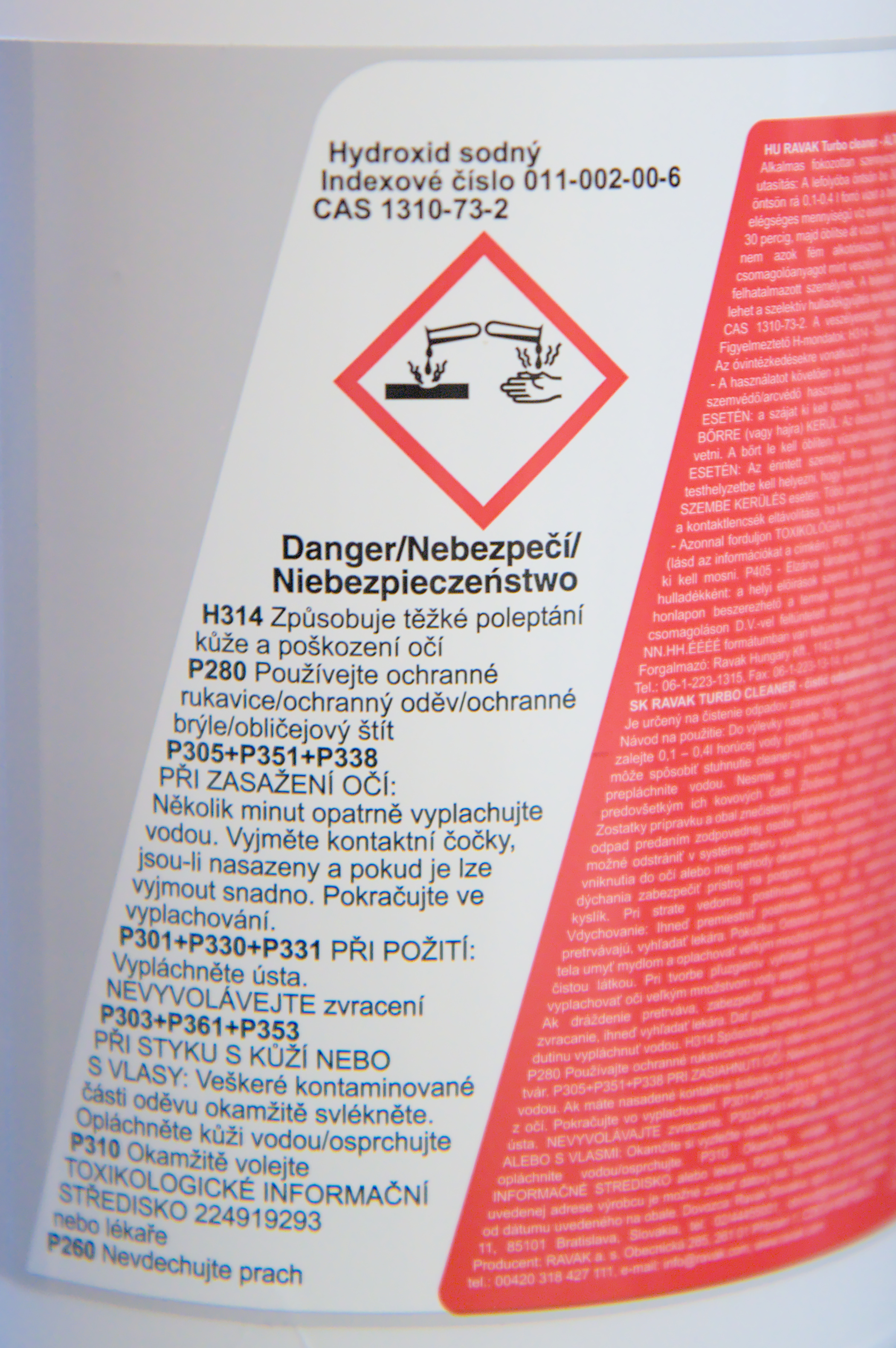
بطری زهکشی RAVAK Turbo Cleaner حاوی هیدروکسید سدیم با برچسب اطلاعات خطرات شیمیایی مطابق با استاندارد GHS

اعلامیه‌های خطر قسمتی از دستگاه هماهنگ جهانی رده‌بندی و برچسب گذاری مواد شیمیایی(GHS) است آنان تعیین شده‌اند تا دسته ای از اصطلاحات استاندارد شده راجع به مخاطرات مواد شیمیایی و ترکیبات را بسازند که می‌توانند به زبان‌های مختلفی ترجمه بشوند. بدین لحاظ، آنان به دنبال همان هدفی هستند که اصطلاحات خوب شناخته شده آر دنبال می‌کنند، که در نظر گرفته شده جانشین بشوند.
اعلامیه‌های خطر یکی از عنصرهای کلیدی برای برچسب گذاری محفظه‌های تحت جی اچ اس می‌باشد، همانند:
- یک هویّت از محصول
- یک یا بیشتر از یک صورت نگاشت مخاطره (اگر لازم باشد)
- یک کلمه علامت - یا خطر یا هشدار - اگر لازم باشد
- اعلامیه‌های احتیاطی جی اچ اس، مشخص می‌کند که به چه طریق محصول باید برای به کمترین رساندن مخاطرات برای استفاده‌کننده (و همچنین برای بقیه افراد و محیط عمومی) استفاده بشود.
- یک شناسایی از تأمین کننده (کسی که ممکن است یک سازنده یا وارد کننده باشد)

هر اعلامیه خطر منسوب به یک کد؛ با حرف Hبزرگ شروع و به دنبال آن سه رقم می‌آید. اعلامیه‌هایی که مطابق خطرات مرتبط هستند، از طریق شماره کد با هم گروه‌بندی شده‌اند، پس شماره گذاری متوالی نیست. کد برای مقاصد مرجع استفاده می‌شود، مثلاً برای کمک کردن به ترجمه‌ها، ولی این عبارت واقعی است که باید روی برچسب‌ها و برگه اطلاعات ایمنی درج شود

## خطرات فیزیکی
H200:مادّه منفجره ناپایدار
H201:منفجره:خطر انفجار جمعی
H202:منفجره: خطر تشعشع شدید
H203:خطر آتش سوزی ، انفجار یا تشعشع
H204:خطر آتش سوزی یا تشعشع
H205:شاید در آتش باعث انفجار جمعی شود
H206:خطر آتش سوزی، انفجار یا تشعشع ؛ اگر عامل حساسیت زدا کاهش یابد، خطر انفجار افزایش می یابد
H207:خطر آتش سوزی یا تشعشع؛ اگر عامل حساسیت زدا کاهش یابد، خطر انفجار افزایش می یابد
H208:خطر آتش؛ خطر انفجار افزایش میابد اگر عامل حساسیت زدا کاهش یابد
H209:منفجره
H210: بسیار منفجره
H211:ممکن است حساس باشد
H220:گاز بشدت آتشگیر
H221:گاز آتشگیر
H222:مواد بشدت آتشگیر
H223:مواد آتشگیر
H224:مایع و بخار به شدت آتشگیر
H225:مایع و بخار با آتشگیری بالا
H226:مایع و بخار آتشگیر
H227:مایع قابل احتراق
H228:جامد آتشگیر
H230:ممکن است حتی در غیاب هوا هم واکنش منفجره بدهد
H231:ممکن است حتی در غیاب هوا در فشار و/یا دمای بالا واکنش انفجاری نشان دهد
H240:حرارت دادن شاید باعث یک انفجار شود
H241:حرارت دادن شاید باعث آتش یا یک انفجار شود
H242:حرارت دادن شاید باعت آتش شود
H250:در صورت قرار گرفتن در معرض هوا خود به خود آتش می‌گیرد
H251:خود گرمایش:شاید آتش بگیرد
H252:خود گرمایش در مقادیر زیاد : ممکن است آتش بگیرد
H260:در برخورد با آب ، گاز های آتشگیر آزاد می‌کند که ممکن است خود به خود شعله ور شوند
H261:در برخورد با آب ، گاز آتشگیر آزاد می‌کند
H270:شاید باعث یا تشدید کننده آتش باشد: اکسید کننده
H271:شاید باعث آتش یا انفجار شود :اکسید کننده قوی
H272:شاید باعث تشدید آتش شود : اکسید کننده
H280:حاوی گاز تحت فشار : در صورت حرارت دادن امکان انفجار وجود دارد
H281:حاوی گاز یخچالی : ممکن است باعث سوختگی یا آسیب برودتی شود
H282:مواد شیمیایی بشدت آتشگیر تحت فشار : شاید در صورت حرارت دادن منفجر شود
H283:مواد شیمیایی آتشگیر تحت فشار : در صورت حرارت دادن شاید منفجر شود
H284:مواد شیمیایی تحت فشار : ممکن است در صورت حرارت دادن منفجر شود
H290:ممکن است برای فلزات خورنده باشد